# دالة مولدة
في الرياضيات، دالة مولدة (بالإنجليزية: Generating function)‏ هي متسلسلة قوى شكلية بمتغير واحد معاملاتها تحتوي على تمثيل ضمني لمتتالية من الأعداد an .
قد تسمى الدالة المولدة المتسلسلةَ المولدةَ، مما يفسر تسميتها باللغة الفرنسية Série génératrice.

## تعريفات

### الدوال المولدة الاعتيادية
{\displaystyle G(a_{n};x)=\sum _{n=0}^{\infty }a_{n}x^{n}.}

### الدوال المولدة الأسية
الدالة المولدة الأسية لمتتالية an هي :
{\displaystyle \operatorname {EG} (a_{n};x)=\sum _{n=0}^{\infty }a_{n}{\frac {x^{n}}{n!}}.}
الدوال المولدة الأسية أكثر نفعا من الدوال المولدة الاعتيادية عندما يتعلق الأمر بمعضلات مرتبطة بالتوافقيات.

### الدوال المولدة لبواسون
انظر إلى سيميون بواسون.
{\displaystyle \operatorname {PG} (a_{n};x)=\sum _{n=0}^{\infty }a_{n}e^{-x}{\frac {x^{n}}{n!}}=e^{-x}\,\operatorname {EG} (a_{n};x).}

## أمثلة
الدوال المولدة للمتتالية المتمثلة في مربعات الأعداد الطبيعية an = n2 هن :

### الدوال المولدة الاعتيادية
{\displaystyle G(n^{2};x)=\sum _{n=0}^{\infty }n^{2}x^{n}={\frac {x(x+1)}{(1-x)^{3}}}}

### الدوال المولدة الأسية
{\displaystyle \operatorname {EG} (n^{2};x)=\sum _{n=0}^{\infty }{\frac {n^{2}x^{n}}{n!}}=x(x+1)e^{x}}

## تطبيقات
تستعمل الدوال المولدة من أجل :
- إيجاد التعبير مغلق الشكل لمتتالية معرفة بالاستدعاء الذاتي. أعداد فيبوناتشي مثالا.